# Euxoa taura
Euxoa taura là một loài bướm đêm trong họ Noctuidae.